# San Pedro (departement van Misiones)
San Pedro (Misiones) is een departement in de Argentijnse provincie Misiones. Het departement (Spaans:  departamento) heeft een oppervlakte van 3.426 km² en telt 23.736 inwoners.

## Plaats in departement San Pedro
- San Pedro